# Hot Springs (Washington)
Hot Springs az Amerikai Egyesült Államok északnyugati részén, Washington állam King megyéjében elhelyezkedő kísértetváros.
A térség termálvizét kihasználva egykor egy szanatórium működött itt, amelynek 1907–1908-ban két orvosa és 225 bentlakója volt. A létesítményben kedvező körülmények voltak, bowlingpályája és biliárdasztalai is voltak. Egy 1904-es válaszborítékon a szanatórium postai címe „The Kloeber, J. S. Kloeber, M.D. Green River Hot Springs, Wash.”.
Egykor a településen működött Harvey Dean fűrészüzeme. 1913–1914-re a lakosság száma 65-re csökkent, mivel néhány évvel korábban a szanatórium leégett. 1918-ra a helység elnéptelenedett.

## Fordítás
- Ez a szócikk részben vagy egészben  a   Hot Springs, Washington című angol Wikipédia-szócikk ezen változatának fordításán alapul.  Az eredeti cikk szerkesztőit annak laptörténete sorolja fel. Ez a jelzés csupán a megfogalmazás eredetét és a szerzői jogokat jelzi, nem szolgál a cikkben szereplő információk forrásmegjelöléseként.